# Fleury-sur-Aire
Fleury-sur-Aire is een Franse plaats en voormalige gemeente in het departement Meuse in de regio Grand Est.
Op 1 januari 1973 werd de gemeente opgeheven en werd Fleury-sur-Aire opgenomen in de gemeente Nubécourt. Deze gemeente maakte deel uit van het kanton Seuil-d'Argonne totdat dit op 22 maart 2015 werd opgeheven en de gemeente werden opgenomen in het kanton Dieue-sur-Meuse.
Bulainville · Fleury-sur-Aire · Nubécourt